# M2001

М2001 (M-84AB1 / M-84AS) — сербський основний бойовий танк третього покоління.
Є глибокою модернізацією югославського танка M-84. М-84АС представлений громадськості в 2004 компанією «Југоімпорт-СДПР» під назвою «М-84АБ1». Потім перейменований в «М-84АС». Модернізація полягала в установці динамічного захисту «Контакт-5» і комплексу оптико-електронного придушення «Штора-1», які були придбані в Росії. Також на танк був встановлений новий двигун.
Танк за характеристиками в цілому відповідає Т-90С, і пропонується на експорт в Кувейт і інші країни. Модернізацію проводила компанія Југоімпорт-СДПР у співпраці з УВЗ і НДІ Сталі. Новий танк має можливість стрільби протитанковими ракетами з лазерним наведенням через ствол гармати, що забезпечують точну стрільбу по цілях на дальностях до 6км. Танк має подкалиберние снаряди з сердечником з важких металів, а також ракети з боєголовками, що розділяються, основним завданням якого є боротьба з сучасними танками захищеними композитною
бронею.
встановлений новий двигун, СУО, КУВ (комплекс керованого озброєння).
У Сербії планується піддати модернізації всі існуючі М-84 до рівня М-84АС. Танк має паралелі з T-72M1M;— модернізації Т-72 від 2005 року, що проводився в Росії.

## Тактико технічні характеристики
- Екіпаж: 3 людини (командир, механік-водій і оператор-навідник)
- Бойова маса: 45 т
- Довжина з гарматою: 9,53 м
- Довжина корпусу: 6,86 м
- Ширина: 3,78 м
- Висота: 2,23 м
- Двигун: В-46-ТК або В-46-ТК1
- Потужність двигуна: 1000 к. с. (В-46-ТК) або 1200 к. с. (В-46-TK1)
- Питома потужність: 16,3 кВт / т (V-46-ТК), або 19,6 кВт / т (V-46-TK1)
- Найбільша швидкість: 65 км / год (V-46-ТК) або 72 км / год (V-46-TK1)
- Бойовий радіус: 500—650 км (по шосе)
- Потужність / маса: ~ 22,72 к. с. / т
- Питомий тиск на поверхні: 0,88 кг / см²
- Озброєння:
  - Гармата: 125-мм 2А46М
  - Зенітний кулемет: 12,7-мм Застава М87
  - Спарений кулемет: 7,62-мм Застава М86
- Боєкомплект:
  - 36 снарядів (22 в автоматі заряджання) калібром 125 мм.
  - 5-6 протитанкових ракет 9М119М Рефлекс.
  - 300 патронів 12,7 мм.
  - 1750 патронів 7,62 мм.